# Distretto di Nam (Gwangju)
Nam (Hangŭl: 남구; Hanja: 南區) è un distretto di Gwangju. Ha una superficie di 61,97 km² e una popolazione di 213.717 abitanti al 2006.